# سيسيل ليتش
سيسيل ليتش (28 نوفمبر 1896 في المملكة المتحدة - 4 يناير 1973 في المملكة المتحدة) (بالإنجليزية: Cecil Leach)‏ هو لاعب كريكت بريطاني وبريطاني (وحمل سابقاً جنسية المملكة المتحدة لبريطانيا العظمى وأيرلندا). لعب مع نادي مقاطعة لانكشر للكريكت ‏ ونادي مقاطعة سومرست للكريكت ‏.